# Megalurulus grosvenori
Megalurulus grosvenori là một loài chim trong họ Locustellidae.